# Herrarnas 10 000 meter i hastighetsåkning på skridskor vid olympiska vinterspelen 1948
Herrarnas 10 000 meter i hastighetsåkning på skridskor vid olympiska vinterspelen 1948 var en del av det olympiska skridskoprogrammet. Det var den sista tävlingen vid dessa spelen. Tävlingen hölls den 3 februari 1948. 
Fyrtiosju skridskoåkare från elva nationer deltog i tävlingen.

## Medaljörer
| Guld                  | Silver                  | Brons                 |
| Åke Seyffarth Sverige | Lassi Parkkinen Finland | Pentti Lammio Finland |

## Rekord
Dessa rekorden (i minuter) gällde inför spelen
| Världsrekord     | 17:01,5 (*) | Charles Mathiesen | Hamar, Norge                     | 3 mars 1940      |
| Olympiskt rekord | 17:24,3 (*) | Ivar Ballangrud   | Garmisch-Partenkirchen, Tyskland | 14 februari 1936 |

(*) Rekordet blev noterat på naturis.

## Resultat
| Placering | Tävlande                 | Tid             |
| --------- | ------------------------ | --------------- |
| 1         | Åke Seyffarth (SWE)      | 17:26,3         |
| 2         | Lassi Parkkinen (FIN)    | 17:36,0         |
| 3         | Pentti Lammio (FIN)      | 17:42,7         |
| 4         | Kornél Pajor (HUN)       | 17:45,6         |
| 5         | Kees Broekman (NED)      | 17:54,7         |
| 6         | Jan Langedijk (NED)      | 17:55,3         |
| 7         | Odd Lundberg (NOR)       | 18:05,8         |
| 8         | Harry Jansson (SWE)      | 18:08,0         |
| 9         | Rune Hammarström (SWE)   | 18:39,6         |
| 10        | Max Stiepl (AUT)         | 19:25,5         |
| 11        | John Werket (USA)        | 19:48,0         |
| 12        | Pierre Huylebroeck (BEL) | 19:54,8         |
| 13        | Craig Mackay (CAN)       | 20:15,5         |
| 14        | Anton Huiskes (NED)      | 20:16,0         |
| 15        | Iván Ruttkay (HUN)       | 20:16,5         |
| 16        | János Kilan (HUN)        | 20:23,8         |
| 17        | Louis Rupprecht (USA)    | 21:20,3         |
| 18        | Art Seaman (USA)         | 21:34,8         |
| 19        | Richard Solem (USA)      | 26:22,4         |
| -         | Göthe Hedlund (SWE)      | Fullföljde inte |
| -         | Reidar Liaklev (NOR)     |                 |
| -         | Kalevi Laitinen (FIN)    |                 |
| -         | Henry Wahl (NOR)         |                 |
| -         | Johnny Cronshey (GBR)    |                 |
| -         | Hjalmar Andersen (NOR)   |                 |
| -         | Henry Howes (GBR)        |                 |
| –         | Vladimír Kolář (TCH)     | Diskvalificerad |